# Ісаков Валерій Трохимович
Вале́рій Трохи́мович Іса́ков (7 серпня 1936 , Верхошижемьє, Кіровський край  — 19 серпня 2017 , Москва ) — радянський і російський кінорежисер, кіноактор. Лауреат Національної премії УРСР імені Т. Г. Шевченка (1975).

## Життєпис
У 1955—1958 рр. служив в Радянській армії.
В 1964 році закінчив режисерський факультет Всесоюзного державного інституту кінематографії в Москві (майстерня Михайла Ромма).
1964—1976 — режисер Одеської студії художніх фільмів.
1976—1978 — режисер кіностудії «Мосфільм».
1978—2001 — режисер кіностудії ім. М. Горького.
Пішов з життя 19 серпня 2017.

## Фільмографія
Режисер:
- «Авдотья Павлівна» (1966, 2-й режисер у співавт.; Одеська кіностудія)

Режисер-постановник:
- «Молодий» (1964, короткометражний)
- «Погоня» (1965, у співавт. з Р. Василевським; екранізація однойменної повісті Ю. Нагібіна)
- «Тиха Одеса» (1967, за повістю О. Лукіна і Д. Поляновського)
- «Севастополь» (1970, за однойменною повістю О. Малишкіна)
- «До останньої хвилини» (1973)
- «Спадкоємці» (1974, т/ф, 5 с, за мотивами однойменного роману М. Сизова)
- «Наказ: вогонь не відкривати» (1981, у співавт. з Ю. Іванчуком)
- «Ніжний вік» (1983, за однойменною повістю О. Рекемчука)
- «Червоний камінь» (1986)
- «Яри» (1990, т/ф, 4 с)

Акторські кінороботи:
- «Біля крутого яру» (1961, Сеня; реж. О. Муратов, К. Муратова)
- «Погоня» (1965)
- «Формула веселки» (1966, реж. Г. Юнгвальд-Хилькевич)
- «Короткі зустрічі» (1967, реж. К. Муратова)

## Премії
- 1975 — Державна премія УРСР імені Тараса Шевченка як режисеру художнього фільму «До останньої хвилини» Одеської студії художніх фільмів разом з автором сценарію Володимиром Бєляєвим, акторами Владиславом Дворжецьким (роль Ярослава Гайдая), Валерією Заклунною (виконавиця ролі Стефи).